# Gladiolus tubiflorus
Gladiolus tubiflorus är en irisväxtart som beskrevs av Carl von Linné den yngre. Gladiolus tubiflorus ingår i släktet sabelliljor, och familjen irisväxter. Inga underarter finns listade i Catalogue of Life.